# XHDF-TDT
A Azteca 1 ou XHDF-TDT é uma emissora de televisão aberta mexicana, cujo centro de operações fica na Cidade do México.
É o principal canal da TV Azteca, tem como símbolo um círculo azul com fundo branco e dentro do círculo o número 13 na língua maia (apenas tiraram as palavras "Azteca" e "Trece" do antigo logotipo). Tem como principal concorrente o canal Las Estrellas, pertencente a Televisa.

## História
Nasce em 1º de setembro de 1968 com o "Cuarto Informe de Gobierno" do então presidente Gustavo Díaz Ordaz ainda que suas primeiras transmissões foram em 12 de outubro do mesmo ano, com a inauguração dos Jogos Olímpicos do México em 1968.
Durante 4 anos a Azteca 13 transmite como uma empresa privada, e em 15 de agosto de 1972 se converteu em tv pública no governo de Luis Echeverría Álvarez.
Em 1980 se integra ao Instituto Mexicano de la Televisión (Imevisión), ao qual se integra o canal 22, dois anos depois.
Em 1985 o Instituto Mexicano de la Televisión, se adapta à sigla de Imevisión.
Em 2 de agosto de 1993, quando o canal 13, junto com o canal 7 e suas retransmissoras, se privatizam e formam a TV Azteca.
Atualmente transmite uma programação variada com novelas,jornalismo,esportes,programas de entretenimento,reality-shows entre outros